# Poder estadístic
El poder d'una prova estadística és la probabilitat que la prova es rebutja quan la hipòtesi nul·la és falsa (és a dir, que no va a cometre un error de tipus II, o una decisió de fals negatiu). A mesura que augmenta el poder, les possibilitats d'un error de tipus II disminueix. La probabilitat que ocorri un error de tipus II es coneix com la taxa de falsos negatius (β). Per tant, el poder és igual a 1 - β, que també es coneix com la sensibilitat. L'anàlisi del poder pot ser utilitzat per calcular la mida de la mostra mínima requerida perquè pugui ser raonable de detectar un efecte d'una determinada grandària. L'anàlisi del poder també es pot utilitzar per a calcular la mida mínima que pugui ser detectada en un estudi amb una mida de mostra. A més, el concepte de poder s'utilitza per fer comparacions entre els diferents procediments de les proves estadístiques: per exemple, entre un paramètric i una prova no paramètrica de la mateixa hipòtesi.